# Spotlied
Een spotlied is een van oorsprong folkloristisch lied met een satirische inhoud. Dat maakt het dus verwant aan het hekeldicht. De tekst van een spotlied kan gaan over alle fenomenen in de maatschappij, van de standensamenleving over de Kerk en de heersende moraal tot bekende personen en de inwoners van een bepaalde plaats. Zo werd vroeger op Vastenavond de zogeheten spotsermoen verkondigd, een parodie op de preek. Dikwijls ging het hierin om het omkeren van de bestaande gewoonten. 
Veel spotnamen die inwoners van streken, steden, dorpen en wijken (al dan niet als geuzennaam) met zich meedragen, vinden hun oorsprong in een spotlied. Zo komt de benaming Grote Mannen voor de inwoners van Bonheiden uit een lied dat in buurgemeente Onze-Lieve-Vrouw-Waver gecomponeerd werd naar aanleiding van het falen van de oprichting van een fanfare in Bonheiden. 
Spotliederen werden, net als aanverwante soorten van volksliedjes zoals drinkliederen, vooral lokaal gezongen of werden verspreid door rondtrekkende liedjeszangers die op kermissen optraden. Hierbij was de tekst veel belangrijker dan de muziek. Ook de rederijkers van de 16e eeuw waagden zich weleens aan een spotlied, meestal in de vorm van een refrein in 't sotte geschreven.
Naarmate de toon en de tekst van het lied maatschappijkritischer of satirischer worden, kunnen we spreken van een protestlied. Een spotlied is in de eerste plaats bedoeld om mee te lachen en bevat meestal dan ook veel volkse humor, zoals verhalen over schelmenstreken en andere herkenbare situaties.

## Voorbeelden van spotliedjes
Een aantal voorbeelden van Nederlandse spotliedjes uit de Nederlandse Liederenbank van het Meertens Instituut:
- 'Wi willen van den kerels zinghen' (Gruuthuse-handschrift, ca. 1400), een spotlied op de boeren
- 'De boer had maar enen schoen / weinig genoeg, genoeg, genoeg'
- 'Een goede man, een brave man / Hij laat zijn vrouwtje dansen'
- 'Jan mijne man zou ruiter worden, / Jan mijne man die had geen paard'
- Tarara boemdiee de dikke dominee / die heeft zijn gat verbrand al aan de kachelrand (kinderlied)
- 'Trek die boer een paar klompjes aan / Dan is die boer content' (stapellied)
- 'Wat gaan met de emancipatie / Onze dames toch vooruit' (rond 1900, over de harembroek of broekrok)
- 'Zeg, kwezelken, wilde gij dansen', een spotlied op kwezels, vrome vrouwen, die interesse tonen in een man